# Kalur Kot
Kalur Kot é uma cidade do Paquistão localizada na província de Punjab.